# 地熱能

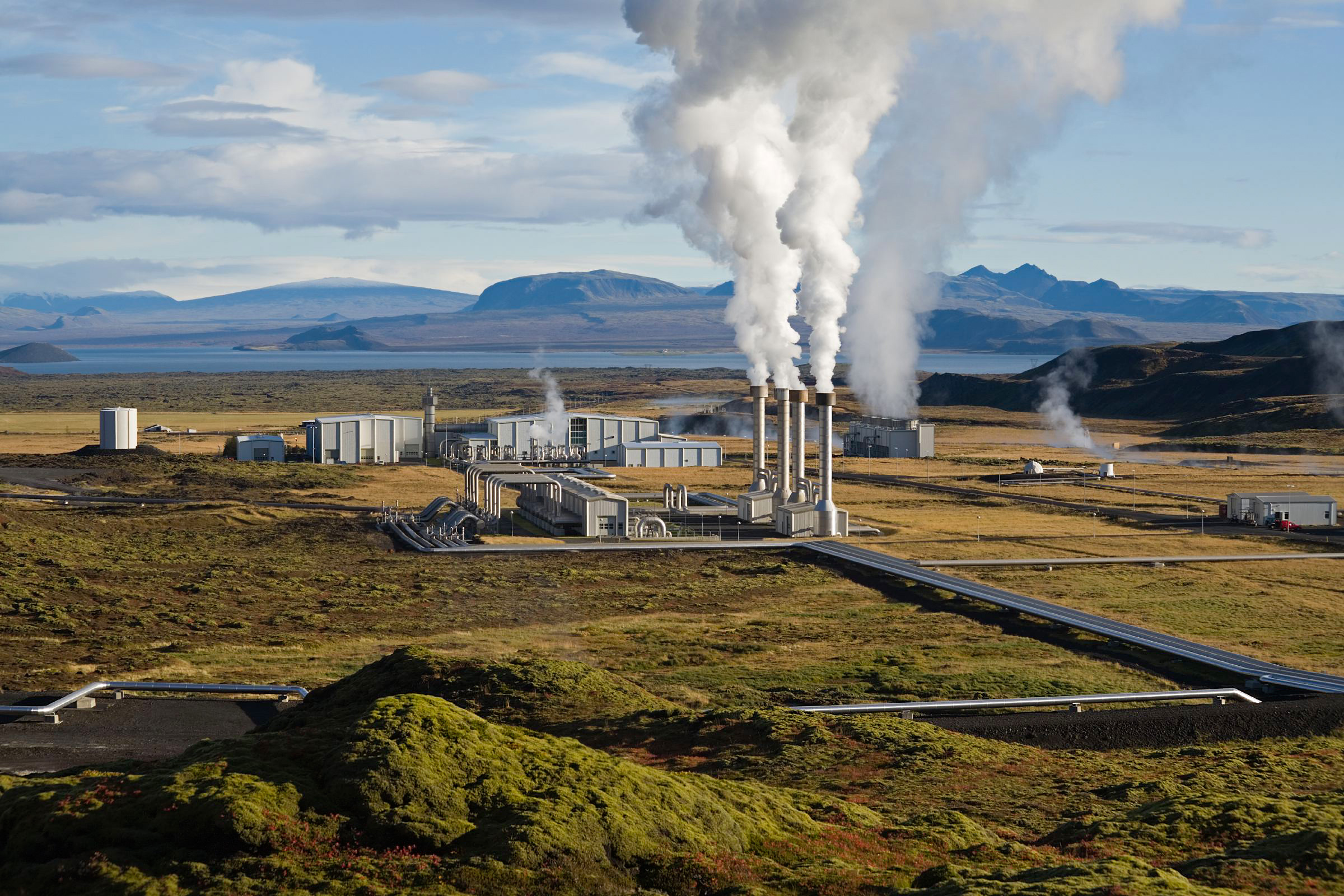
冰島的内夏韦德利地热站

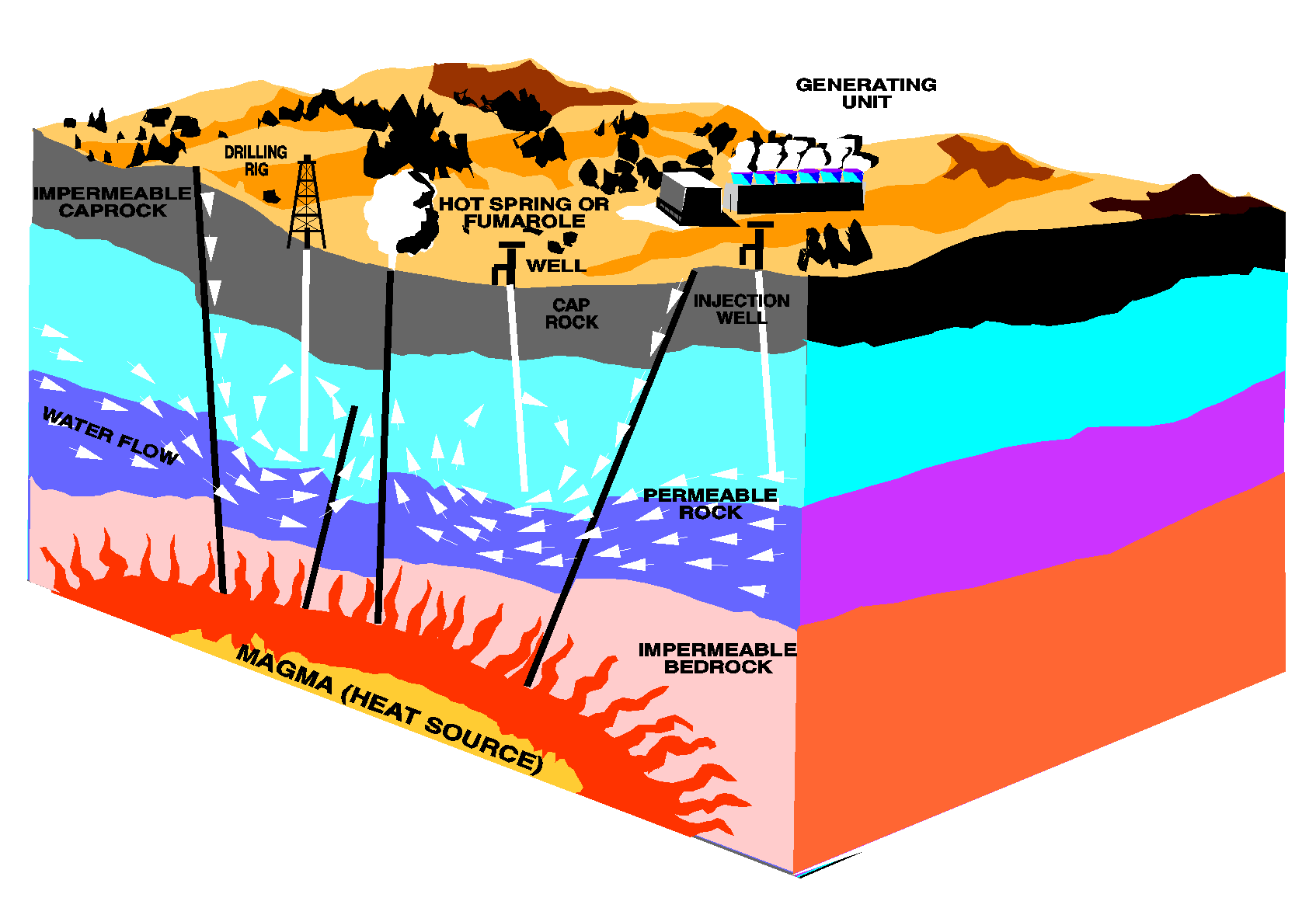
不同的地熱能技術及用途

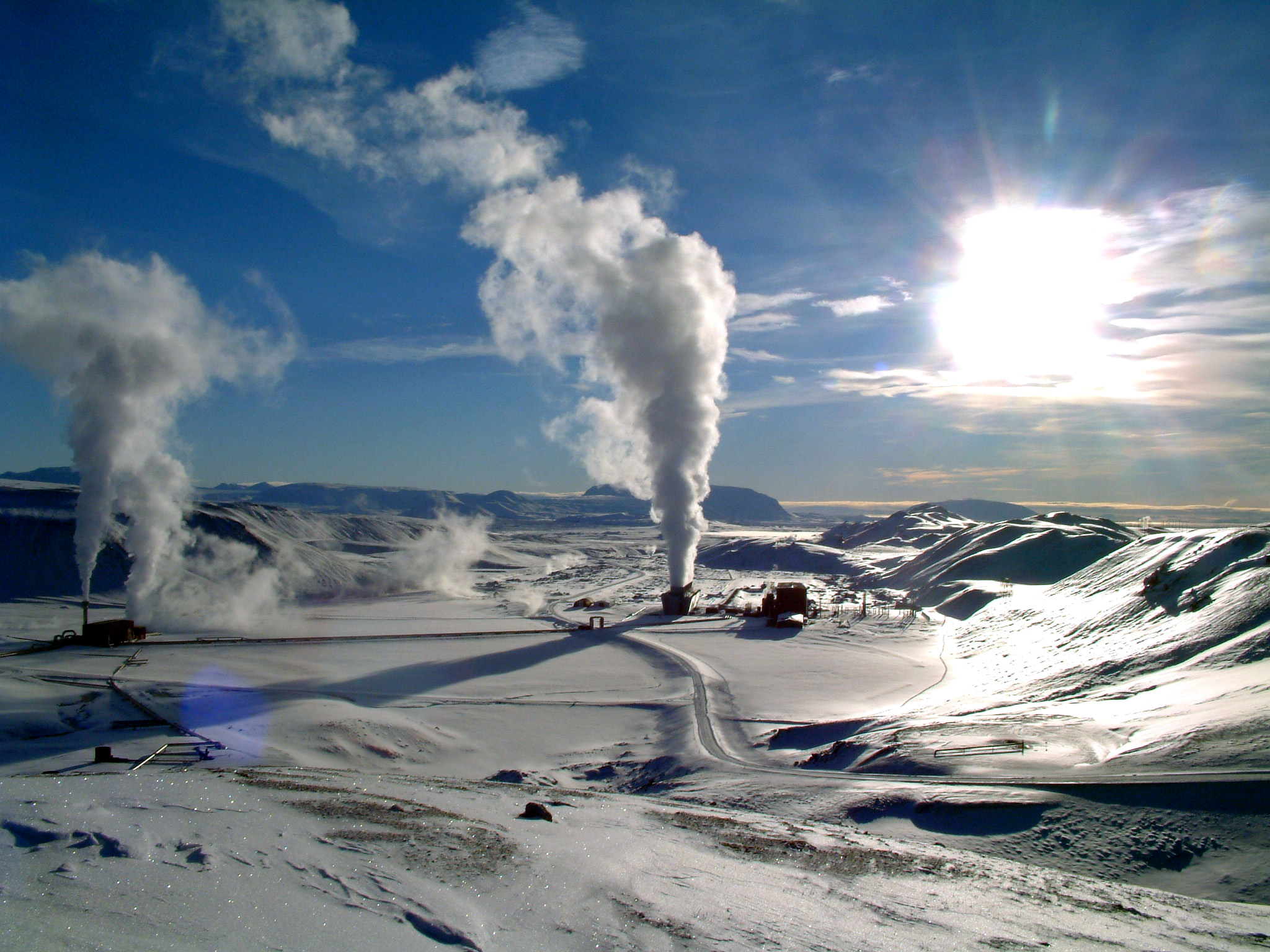
冰島北部克拉夫拉的地熱發電站

地熱能（geothermal energy）是從地殼中提取的熱能，其能量來源包括地球形成時的殘餘熱能（約20%）及放射性衰變產生的熱能（約80%）。該詞源於古希臘語「γῆ」（大地）與「θερμός」（熱）的組合。
人類利用地熱歷史可追溯至舊石器時代的溫泉沐浴，古羅馬時期更發展出系統化的地熱供暖技術。現代化開發始於20世紀，據可再生能源政策網絡（REN21）統計，2019年全球地熱發電裝機容量達13.9吉瓦，另28吉瓦用於區域供暖、溫室栽培等直接利用。與風能、太陽能等間歇性能源不同，地熱發電可提供穩定的基載電力。
技術進步使地熱開發成本顯著下降，據美國能源部2021年評估，新建電廠的平準化能源成本約為每千瓦時0.05美元，較1980年代降低25%。國際可再生能源機構數據顯示，2019年全球地熱產業從業人員約99,400人，主要集中於板塊邊界的高溫資源區如環太平洋火山帶。

## 地熱

### 地熱來源
「地熱能」，簡稱「地熱」。地熱來自於地球內部，地核散發的熱量透過地幔的高溫岩漿傳達至地殼。可供開發利用之地熱一般發生在地殼破裂處，亦即板塊構造邊緣；台灣便是位於環太平洋地震帶上，因此具有發展地熱的良好先天條件。由於地殼板塊推擠或擴張，造成火山活動，以致區域性地溫升高，目前的技術只能在部份地質適宜的區域，針對集中在地殼淺部的熱能予以開發利用，將來若能更進一步開發較深層的地熱時，則熱能源源不絕，地熱常被稱為永不枯竭的資源。

### 地熱、地熱區種類
常見的地熱依其儲存方式，可約略分為如下兩種類型：
- 水熱型（又名熱液資源）：係指地下水在多孔性或裂隙較多的岩層中吸收地熱，其所儲集的熱水及蒸汽，經適當提引後可為經濟型替代能源，即現今最常見之開發方式。
- 乾熱岩型（又名熱岩資源）：係指淺藏在地殼表層的熔岩或尚未冷卻的岩體，可以人工方法造成裂隙破碎帶，再鑽孔注入冷水使其加熱成蒸汽和熱水後將熱量引出，其開發方式尚在研究中。

此外，另有在油田區受巨大地壓而形成高溫盬水之「地壓資源」，但因僅出現在尚未固結或正進行成岩作用的深部沈積岩內，故不常見。
「地熱區」（或稱「地熱田」）泛指具明顯地熱徵兆的區域；舉凡溫泉、噴泉或噴汽孔地區或高溫岩石分佈區皆可稱之。由於地熱與火山活動有直接或間接的關係，因此「地熱區」依其成因可分類為火山性地熱區和非火山性地熱區兩種。

## 地熱發電
地熱發電的基本原理乃利用源源不絕的地熱來加熱地下水，使其成為過熱蒸汽後，當作工作流體以推動渦輪機旋轉發電。
換言之，即將地熱轉換為機械能，再將機械能轉換為電能；這種以蒸汽來旋轉渦輪的方式，和火力發電的原理是相同的。

不過，火力發電推動渦輪機的工作流體必須靠燃燒重油或煤炭來維持，不但費時且過程中易造成污染；

相反的，地熱發電等於把鍋爐和燃料都放在地下，只需將蒸汽取出便能夠達到發電的目的。
對於做為工作流體的高溫地熱水，通常採「閃化蒸汽處理」，也就是讓它因壓力驟降而迅速汽化，緊接導入低壓蒸汽渦輪機產生動力以發電。
工作流體若為乾而高溫的過熱蒸汽，可直接通入渦輪機，若同時含有水蒸氣和熱水，則須先藉汽水分離裝置將二者分離，待水蒸氣推轉渦輪機後凝結為熱水，如果熱水溫度仍高，則可經閃化處理再利用或另作他途。發電系統末端之冷凝水經適當控溫後排入河川，或回注地下以免造成地下水資源枯竭，是一種再生能源。''

## 直接利用
| 國家           | 2020年利用量(MWt) |
| -------------- | ----------------- |
| 中國           | 40,610.000        |
| 美國           | 20,712.590        |
| 瑞典           | 6,680.000         |
| 德國           | 4,806.340         |
| 土耳其         | 3,488.350         |
| 法國           | 2,597.600         |
| 日本           | 2,570.460         |
| 冰島           | 2,373.000         |
| 芬蘭           | 2,300.000         |
| 瑞士           | 2,196.800         |
| 加拿大         | 1,831.280         |
| 荷蘭           | 1,719.150         |
| 烏克蘭         | 1,606.960         |
| 南韓           | 1,489.760         |
| 義大利         | 1,425.000         |
| 挪威           | 1,150.180         |
| 奧地利         | 1,095.780         |
| 匈牙利         | 1,023.700         |
| 波蘭           | 756.000           |
| 丹麥           | 743.600           |
| 英國           | 524.700           |
| 新西蘭         | 518.000           |
| 俄羅斯         | 433.000           |
| 巴西           | 363.450           |
| 印度           | 357.644           |
| 捷克           | 324.500           |
| 斯洛文尼亞     | 265.550           |
| 希臘           | 259.450           |
| 羅馬尼亞       | 245.130           |
| 斯洛伐克       | 230.300           |
| 阿根廷         | 204.780           |
| 愛爾蘭         | 200.870           |
| 墨西哥         | 156.113           |
| 泰國           | 128.510           |
| 澳大利亞       | 94.400            |
| 伊朗           | 82.224            |
| 葡萄牙         | 21.060            |
| 肯尼亚         | 18.500            |
| 薩爾瓦多       | 3.360             |
| 危地馬拉       | 2.310             |
| 埃塞俄比亚     | 2.200             |
| 哥斯达黎加     | 1.750             |
| 菲律賓         | 1.670             |
| 巴布亞紐幾內亞 | 0.100             |

## 技術應用層面
支援地熱發電開發的技術是多面向的，其主要涵蓋能源生產技術、能源工程技術與其他相關技術。

### 能源生產技術
能源生產技術包括探勘技術、鑽井技術與測井及儲積工程技術。
- 探勘技術：以經濟、有效的方法，估計地熱田的溫度、深度、體積、構造及其他特性，據以研判井位之選定，並推估其開發價值。
- 鑽井技術：鑽井成本占開發地熱的最大比例，亦可驗證初步探勘之結果，經確認地熱資源的賦存及生產特性後，由適當的完井技術在安全控制狀況下開採。
- 井測及儲集層工程技術：完井後可作單井或多口井同時噴流之井測，利用取得的井下流體特性及地層資料，可以推斷儲集層的位置、深度、厚度、構造、儲集範圍、流體產狀和產能，據以規劃地熱井的生產控制及地熱田的開發與維護，作有效的利用。

#### 地熱發電使用的探勘方式
地熱發電使用的探勘方式，包括地質調查、地球物理探勘、地球化學分析與鑽井探勘等。
- 地質調查：透過採集水樣、岩石標本與取鑽井岩心予以分析鑑定，以釐清各潛能區之地質構造，並建構區域水文模型。
- 地球物理探勘：利用重力測勘、磁力測勘、大地電磁、震測、井下地震儀以及地溫梯度等方法探勘地下構造，並探究地熱儲集層之溫度、深度、範圍、岩層孔隙率及滲透率等，以作為選定探勘井井位之依據。
- 地球化學探勘：調查地熱徵兆區，採取水、汽及沈積物並進行化學分析，以研判地熱水在深部可能狀況，並依地化溫度計推算深部溫度。進行地熱井水、汽之測試分析以確定地熱流體品質，作生產控制及開發利用依據參照地表及井流地化特性，輔以同位素研究，研判地熱潛能及地熱系統型態。
- 鑽井探勘：利用鑽井方法獲得地熱田之地質構造、地溫梯度及地熱流體賦存情形等資料，以供選定生產井井位之依據。

### 能源工程技術
能源工程技術包括發電技術、小型地熱發電機研發技術與直接利用技術等。現今地熱發電的發電技術有四種最主要的應用系統，分別是：全流發電系統、地熱蒸汽發電系統、增強型地熱發電系統與雙迴圈發電系統。
- 地熱蒸汽發電系統：可細分為「乾蒸汽式」發電及「閃化蒸汽式」發電。前者的天然乾蒸汽是最簡便而有效的工作流體，只要由管線直接導入蒸汽渦輪機就可產生電力；後者如2.2所述，高溫地熱水經單段或多段閃化成為蒸汽，再由汽水分離裝置去除熱水，以蒸汽推動渦輪機發電。該系統之運用技術已趨成熟且安全可靠，是目前有地熱發電最主要的形式。
- 增強型地熱發電系統：須先鑿通兩口深達數千公尺的深斜井，再將冷水注入其中一井，由乾熱岩層所提供的熱能加熱，並從另一口井取出加熱後的熱水及蒸汽，推動渦輪機發電。
- 雙迴圈發電系統：又稱「雙循環式」發電或介質發電系統。係以低沸點的物質（如：丁烷等）作為介質（即工作流體），與地熱井產生的熱流體藉由熱交換器達到加熱，使其氣化以推動渦輪機產生電力，且工作流體可循環使用。值得注意的是，其中可作為介質的氟氯昂（Freon）因「蒙特婁公約」之故，已全面禁用。
- 全流發電系統：又稱「總流式」發電。地熱井產生的熱流體，包括蒸汽及熱水的兩相混合體，同時導入特殊設計的渦輪機，由動能及壓力能帶動傳動軸連接發電機以產生電力。

### 其他相關技術
1. 地热能的直接热利用技术
2. 地热水回灌技术
3. 地热温泉水处理技术

## 各國使用地熱資源概況
據美國地熱資源委員會（Geothermal Resources Council，GRC）1990年的調查，世界上18個國家有地熱發電，總裝機容量5827.55兆瓦，裝機容量在100兆瓦以上的國家有美國、菲律賓、墨西哥、義大利、新西蘭、日本和印尼。
根據再生能源政策智庫REN21所發表的《2017全球可再生能源狀況報告》，在2016年，全球約有400 MWe的新地熱發電裝置容量上線，相當於現行台灣所有種類發電機組總合（42132.5MWe）的百分之一，全球總地熱發電裝置容量也來到13500 MWe的新高，足以撐起三分之一個台灣的用電。截至2016年底，地熱發電裝置容量前十名的國家如下：美國（3600 MWe）、菲律賓(1900 MWe)、印尼（1600 MWe）、紐西蘭（1000 MWe）、墨西哥（900 MWe）、義大利（800 MWe）、土耳其（800 MWe）、冰島（700 MWe）、肯亞（630 MWe）和日本（500 MWe）。
臺灣傳統地熱共計27區，總發電潛能為989MW。目前主要潛能區有：大屯山、宜蘭清水、土場、廬山、金崙、知本與瑞穗等七處。目前全台已商轉電廠僅宜蘭清水（結元能源開發）和台東知本（安葆電能）兩處。

## 開發考量
地熱發電與火力發電相比，最顯著的差異便是不需裝設鍋爐且節省燃料費。但若欠缺良好的熱交換及其相關技術，不僅無法將珍貴的地熱資源善加利用，反而易肇生設備毀壞或工安問題。
| 發電方法         | 簡述                                      | 每單位電量所產生的二氧化碳 (g CO2/kWhe))（百一分段價） |
| ---------------- | ----------------------------------------- | ------------------------------------------------------ |
| 水力發電         | 假設利用水塘，不含水壩建設                | 4                                                      |
| 風力發電         | 位於低成本陸地的情境，不含海上型          | 12                                                     |
| 核能發電         | 以普遍的第二代核反應堆計算 不含更新型科技 | 16                                                     |
| 生質燃料         |                                           | 18                                                     |
| 聚光太陽能熱發電 |                                           | 22                                                     |
| 地熱發電         |                                           | 45                                                     |
| 太陽能電池       | 多晶硅太陽能電池 生產過程的碳排放         | 46                                                     |
| 燃氣發電         | 假設加裝燃氣渦輪 聯合廢熱回收蒸汽發生器   | 469                                                    |
| 火力發電         |                                           | 1001                                                   |

## 優點與缺點

### 優點
地熱發電跟火力、水力的發電原理相同，都是推動渦輪機使機械能轉變為電能進而發電，其優點如下： 
- 地熱能穩定，可以作為基載電力。
- 過程安全。
- 運轉成本低：地熱發電不需鍋爐、燃料，故其運轉成本可相對降低。
- 附加價值多元化：地熱能源除了可以發電外，尚可供溫室農業栽培、建物空調、溫泉沐浴等使用，亦同時兼具觀光、物理治療等經濟價值。

地熱能源係屬自產型之替代能源，其經濟規模不但具備發展遠景，且擁有能源供應穩定、產量適合開發等優點，還能與其他能源相互結合應用，節省相當大比率的其他燃料消耗，達到高溫高效率的利用價值。

### 缺點
由於地熱資源的開發，受環境先決條件之限制頗多，且開發過程中易造成環境污染，相對的其研究困難度也較大，因此即使在能源多仰賴國外進口的台灣，地熱發電還是較少被考慮，其最主要的缺點如下： 
- 初設成本高：開發初期的探勘、鑽井之費用極高，且所需相關技術之門檻皆極為嚴苛。供應源位置掌握不易，且持續供應量之穩定度難以精確計算。可能需要挖深井才能有足夠的溫度。
- 技術要求高：例如抗腐蝕的管線會提高投資成本。
- 環境負荷大：挖鑿地熱井將破壞地表自然景觀並影響生態，對土地使用造成影響。
- 工安管理風險高：發電時之蒸汽中可能帶有毒性氣體，熱水中也可能溶有重金屬等有害物質，對環境將造成污染；若曝露量高，工作人員甚至有遭受危害之虞。

## 增強型地熱系統
增強型地熱系統（enhanced geothermal system，EGS）是為解決在乾熱岩開發，所面臨之挑戰。乾熱岩因孔隙率及滲透率不佳，缺乏可直接利用的水資源，故透過水力壓裂的方式製造人工裂隙，並從地表注入水資源，取回經地下高溫加熱後的蒸汽及熱水，進行發電。
增強型地熱系統，因可透過人工方式製造裂隙，可使用深度範圍則超過地下 3,000 公尺之熱源。在正式開採前，為精確評估熱源位置及資源量，經科研團隊將該區探勘資料綜整後，將會進行探勘井鑽鑿，取得進一步的地層資訊，以了解儲集層概況，確認開採井位。在工程規劃上，至少將鑽鑿2口井，一口井為注入井，一口為生產井，透過注入井注入冷水，並取回經地下高溫加熱後的蒸氣及熱水進行發電。
但是新興科技例如水熱鑽機、電漿鑽機的概念已經提出，鑽井成本有望大幅下降，屆時地熱能不受位置和氣候影響能提供24小時穩定基載電量的特性，建設時間、成本和大眾疑慮又遠低於核能；很有望成為最具競爭力綠色能源和全球暖化的解救方案。
超臨界二氧化碳流體可以替代水作为工作流體將熱量轉送至地熱發電廠，然后抽取其能量或推動渦輪機發電。

## 地熱空調
地下有恆溫的特性，除地表隨季節略有變化、幾百米深度以下開始有溫度梯度，中間基本是一個恒溫區，一般平均十五度左右，隨地區及水文地質條件不同略有差別，這種蘊藏在淺層岩土體、地下水或地表水中的熱能形式的地熱能叫做淺層地熱能或淺層地溫能。其溫度範圍與人類所需要的暖通空調溫度最為接近，夏季比冷卻塔循環水溫度低，冬季比室外溫度高，故可以採用此特性在適合的地區，主要是利用熱泵技術設計低耗能的冷暖空調系統，使房間保持在讓人舒適的溫度範圍內。

採用淺層地熱能的冷暖空調形式主要有兩種：一種叫地源熱泵，另外一種叫做水源熱泵。

水源熱泵有兩種：多井系統和單井系統。多井系統就是一（多）個井抽、其他一（多）個井回灌，且需要定期回揚，主要是利用地下水中的能量；單井系統是通過控制井內結構，使抽灌都在同一個井內實現，主要是利用該井周邊範圍內岩土體及地下水中的能量；就構造上說，要比多井系統複雜，若某個系統中有多個單井，使用中可以當作多井系統使用。水源熱泵系統，因為是一個開放的系統，人為的改變了地下水的原始狀態，若缺乏科學的設計，會產生嚴重的後果。

地源熱泵則沒有這種擔憂。地源熱泵形式是利用埋在地下的密閉管道內的迴圈水（或其他液體），將地下土壤或岩層中的熱量與管道內的水進行熱交換，為熱泵機組提供熱源或熱匯。有些條件下也可以沒有熱泵而直接將在地下迴圈的水作為熱匯，給建築室內提供空調。如果在地下迴圈的水的溫度達到可以直接為建築室內提供熱源的程度，這種地下的溫度情況應被稱作地熱。